# Cambridge (Illinois)
Cambridge es una villa ubicada en el condado de Henry en el estado estadounidense de Illinois. En el Censo de 2010 tenía una población de 2134 habitantes y una densidad poblacional de 588,53 personas por km².

## Geografía
Cambridge se encuentra ubicada en las coordenadas 41°17′32″N 90°11′23″O / 41.29222, -90.18972. Según la Oficina del Censo de los Estados Unidos, Cambridge tiene una superficie total de 3.63 km², de la cual 3.63 km² corresponden a tierra firme y (0%) 0 km² es agua.

## Demografía
Según el censo de 2010, había 2134 personas residiendo en Cambridge. La densidad de población era de 588,53 hab./km². De los 2134 habitantes, Cambridge estaba compuesto por el 97.33% blancos, el 1.64% eran afroamericanos, el 0.33% eran amerindios, el 0.61% eran asiáticos, el 0% eran isleños del Pacífico, el 1.22% eran de otras razas y el 0.09% pertenecían a dos o más razas. Del total de la población el 2.11% eran hispanos o latinos de cualquier raza.